# Kantonsschule Alpenquai Luzern
Die Kantonsschule Alpenquai Luzern, kurz KSA oder KSALP, ist das grösste vom Kanton getragene Gymnasium im Kanton Luzern.
Die Kantonsschule Alpenquai liegt im Luzerner Tribschenquartier direkt am Vierwaldstättersee und ist umgeben von der Firma Emmi, dem Sportplatz des Fussballvereins FC Kickers Luzern sowie dem Depot der Verkehrsbetriebe Luzern. Neben der KSA liegt das Strandbad «Ufschötti» mit Parkanlage.

## Architektur

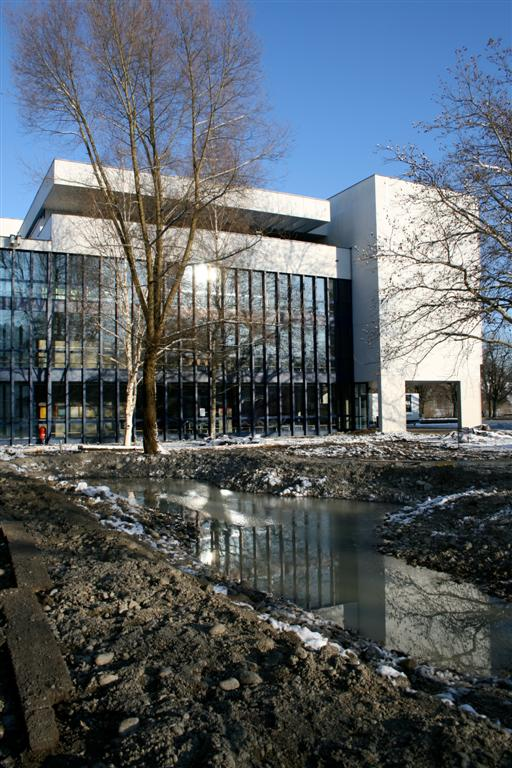
Der rote Trakt

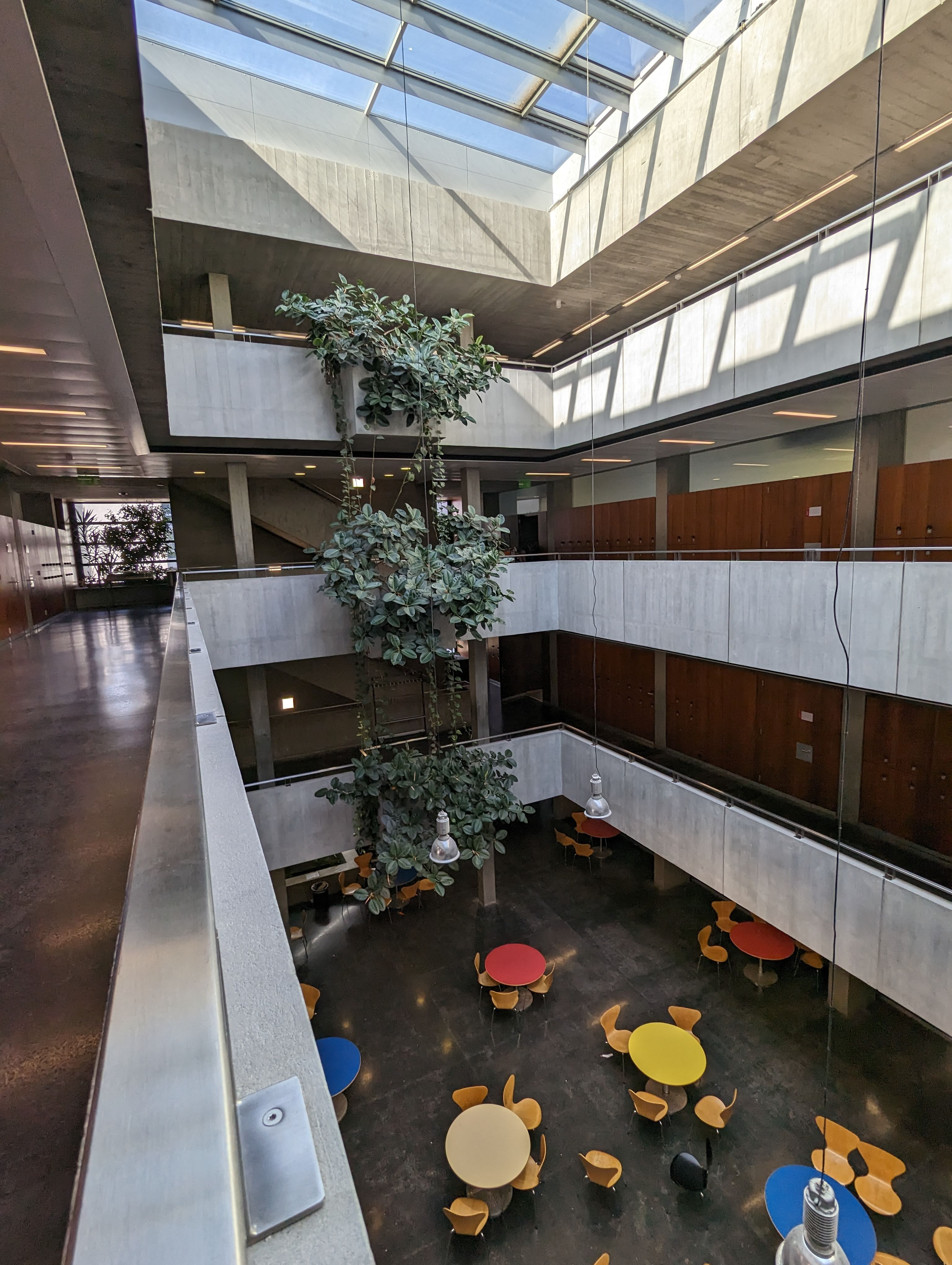
Roter Trakt (Lichthof)

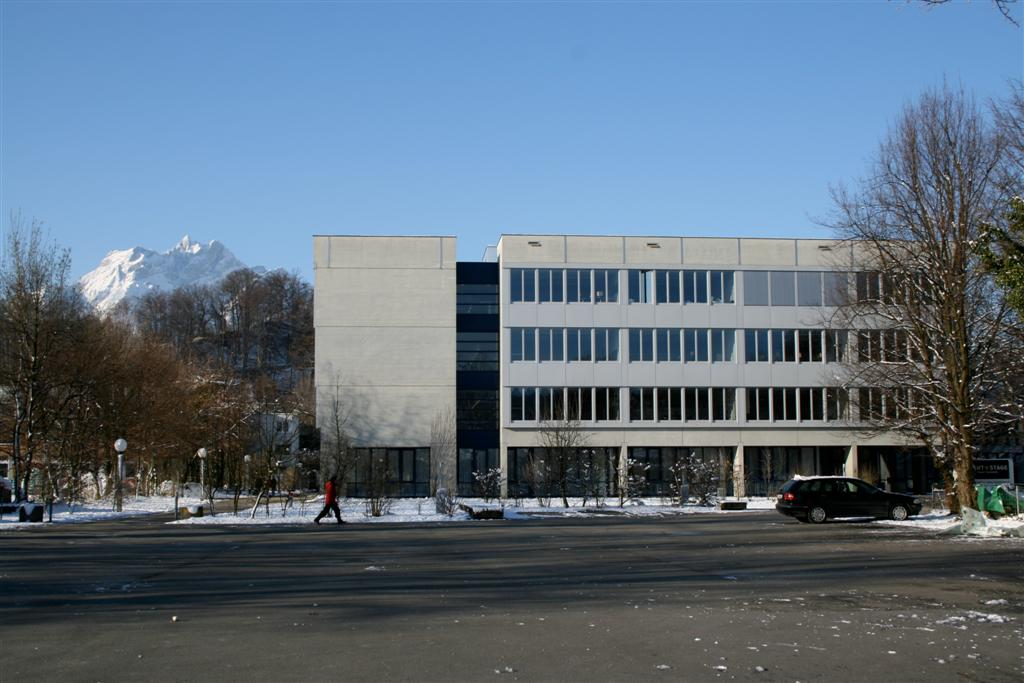
Der blaue Trakt

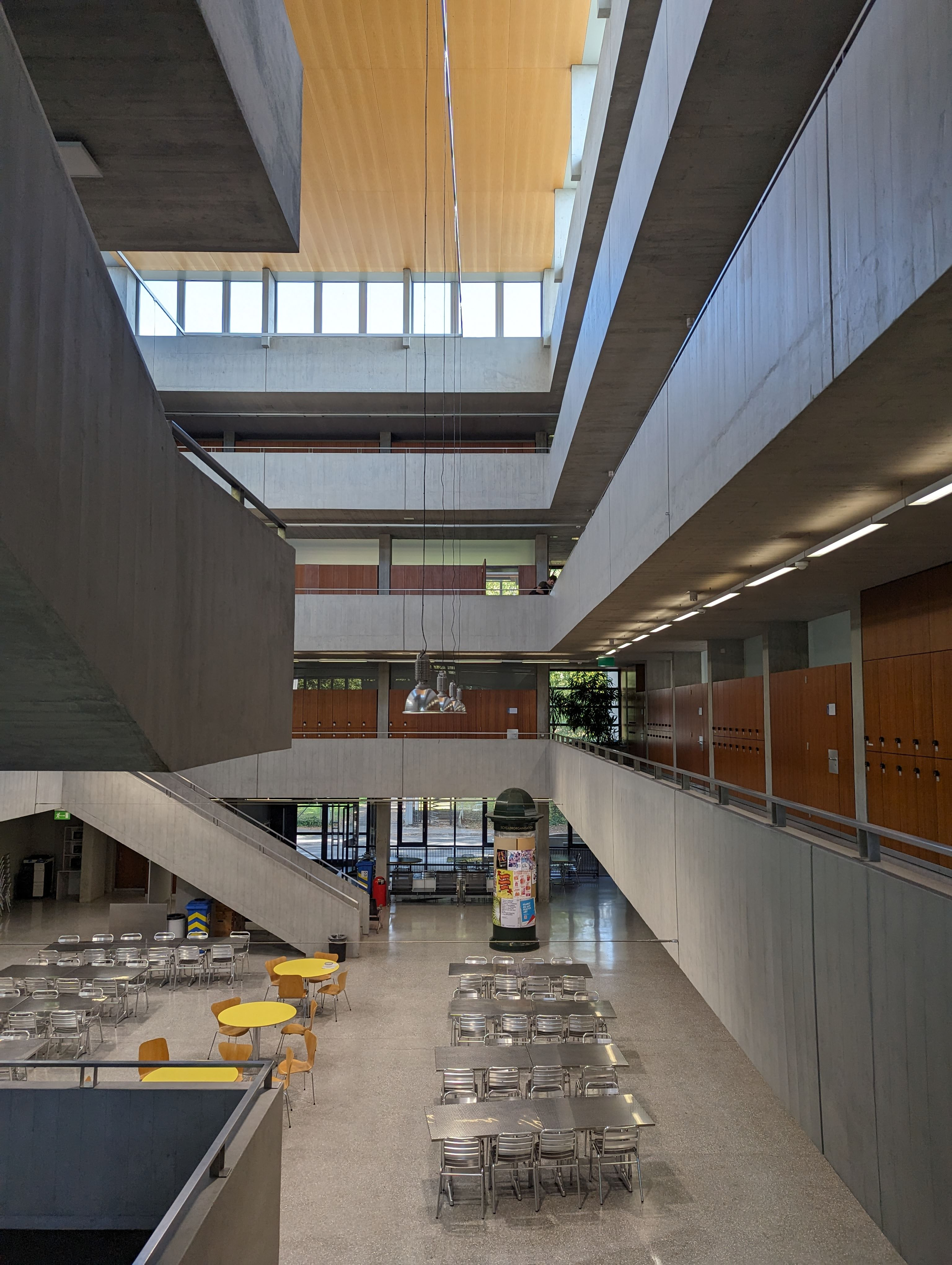
Lichthof des blauen Traktes

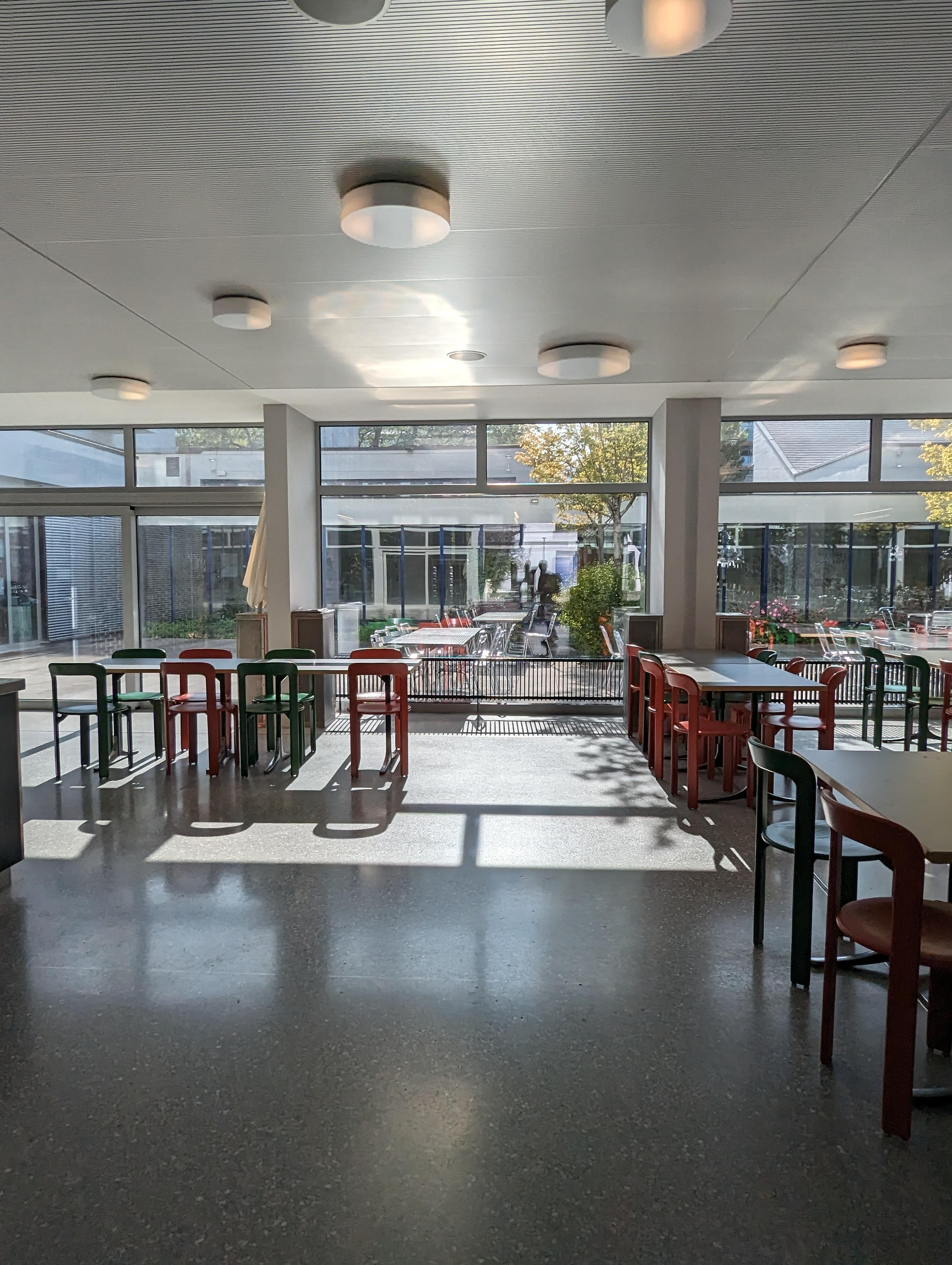
Mensa der Kantonsschule

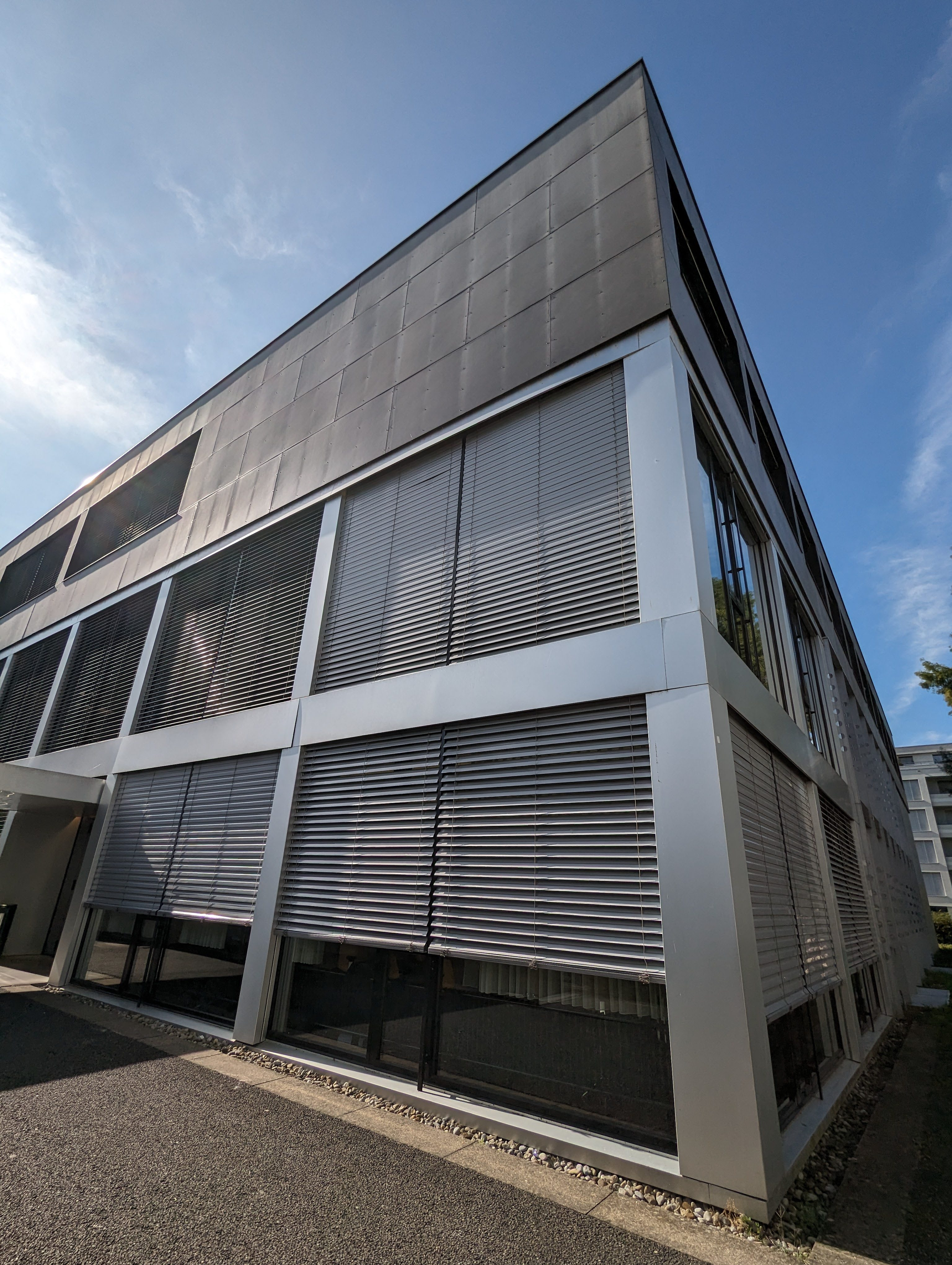
Aussenansicht S-Trakt

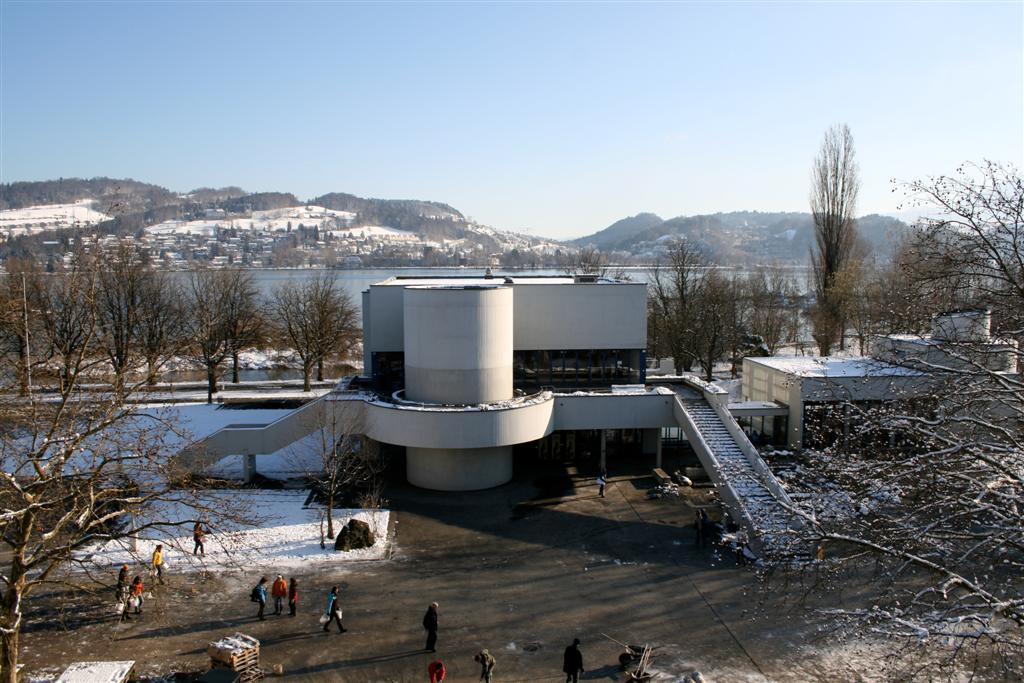
Die Aula

Die Kantonsschule besteht aus dem Hauptgebäude, welches unterteilt ist in den Verbindungstrakt, den roten Trakt sowie den blauen Trakt. Das Hauptgebäude wird ergänzt durch den Zeichnungstrakt, einen Spezialtrakt, der Räume für technisches Gestalten, Hauswirtschaftsunterricht, einen Computerraum (Schneideraum mit Macs), ein Musikzimmer, ein Proberaum für die Kanti-Band sowie normale Unterrichtsräume enthält. Der Spezialtrakt wurde infolge von Platzknappheit im Jahre 2006 um einen Stock und nach vorne um ein Zimmer erweitert. Für den Musikunterricht befindet sich gleich am See eine Aula mit weiteren Musikzimmern. Da der Platzbedarf des Gymnasiums stieg, mussten zwei provisorische Zusatzgebäude gebaut werden, der «Pavillon 80» und der «Pavillon 96». Der Sportunterricht wird in fünf Turnhallen, einem Kraftraum sowie auf einer grossen Sportanlage im Freien abgehalten.
Das gesamte Schulgelände liegt in einer Zone für öffentliche Zwecke sowie in einer Ortsbild-Schutzzone B.
Im Verbindungstrakt befindet sich die Mensa, die durch einen grosszügigen Mensagarten ergänzt wird. Seit dem 1. Oktober 2015 wird sie durch die SV Group geführt.

## Geschichte
Die Schule blickt auf eine über 450-jährige Geschichte zurück. 1574 wurde das Jesuitengymnasium gegründet, welches neben der Jesuitenkirche stand. Die «höhere Lehranstalt» bestand weiter, auch nach Aufhebung des Jesuitenordens und Verbot in der Schweiz. Im 19. Jahrhundert wurde sie in eine von Kanton Luzern getragene Kantonsschule umgewandelt.
Aufgrund von diversen betrieblichen Mängeln am Standort Hirschengraben wurde 1955 mit der Planung eines neuen Gebäudes begonnen. Die Wahl des Standorts fiel auf ein Grundstück der Stadt Luzern im Tribschenmoos. Im April 1963 begann der Bau der neuen Kantonsschule am Alpenquai. Im Oktober 1967 wurde die Kantonsschule am neuen Standort festlich eingeweiht.
Im Jahr 2010 wurde die Kantonsschule von «Kantonsschule Luzern» in «Kantonsschule Alpenquai Luzern» umbenannt. Dies geschah, um Verwechslungen auszuschliessen, da sich seit der Gemeindefusion von Littau und Luzern drei Kantonsschulen auf städtischem Gebiet befinden.

## Organisation
Das Gymnasium ist aufgeteilt in das Untergymnasium (Stufen 1 und 2) und das Obergymnasium (Stufen 3 bis 6 bzw. im Falle der Sport- und Musikklassen 3 bis 7). Das Obergymnasium war bis 2015 weiter unterteilt:
- Abteilung R, Schwerpunktfächer: «Anwendungen der Mathematik und Physik», «Biologie und Chemie» und «Bildnerisches Gestalten» Während «Anwendungen der Mathematik und Physik»-Schwerpunktfachschüler eigene Klassen hatten (da auch die Grundlagenfächer Mathematik und Physik anspruchsvoller werden), wurden die Schwerpunktfächer «Biologie und Chemie» und «Bildnerisches Gestalten» in gemischte Klassen eingeteilt.
- Abteilung L, Schwerpunktfächer: «Spanisch», «Latein», «Griechisch», «Italienisch», «zweisprachige Maturaklasse» (Englisch/Deutsch)
- Abteilung W, Schwerpunktfach: «Wirtschaft und Recht» u. a.
- Abteilung N/S, Schwerpunktfächer: div. / inkl. Sport- und Musikklassen für Schüler/-innen, welche die Schule in weniger Stunden pro Woche, dafür ein Jahr länger besuchen, um ihre Sportart oder ihr Musikinstrument intensiv trainieren zu können (vgl. Sportschule der Sekundarschule).

Seit dem Schuljahr 2015/16 sind die Abteilungen jedoch abgeschafft. Die Schwerpunktfächer existieren aber weiterhin. Pro Jahrgangsstufe gibt es im Schnitt ca. 15 Klassen.
Per 2. Semester des Schuljahres 2014/2015 wurde eine neue Schulleitungsstruktur eingeführt. Die dreischichtige Führungsstruktur mit Direktor oder Direktorin, Rektoraten und Prorektoraten wurden durch einen Rektor, der die Gesamtleitung innehat, und jeweils zwei Prorektorate pro zwei Klassenstufen ersetzt.

## Zahlen
An der Schule werden rund 1850 Schüler, verteilt auf sechs Jahrgangsstufen und 86 Klassen, von mehr als 200 Lehrerinnen und Lehrern unterrichtet.
Erbaut wurde das Gebäude 1963 (Sporttrakt, Blauer Trakt, Roter Trakt, Verbindungstrakt, Zeichnungstrakt, Aula), erweitert 1980 um den «Spezialtrakt» und den «Pavillon 80», 1996 kam der «Pavillon 96» hinzu. Im Jahre 2006 wurde der Spezialtrakt aufgestockt und hat nun drei statt bisher zwei Stockwerke.

## Verein Alumni KSA
Der Verein Alumni Kantonsschule Alpenquai Luzern wurde am 5. Dezember 1961 gegründet. Im Jahr 2012 wurde der Vereinsname von «Verein der Ehemaligen der KSA» in «Verein Alumni KSA» geändert. Er steht allen ehemaligen Schülern sowie aktiven und ehemaligen Lehrern der Kantonsschule Alpenquai Luzern offen.

## Persönlichkeiten
- Franz Bernhard Göldlin von Tiefenau (1762–1819), Geistlicher und Historiker, Schüler von 1772 bis 1783
- Thaddäus Müller (1763–1826), Geistlicher, Schüler
- Josef Jakob Xaver Pfyffer zu Neueck (1798–1853), Beamter, Politiker und Autor
- Felix Helbling (1802–1873), römisch-katholischer Geistlicher und Politiker
- Joseph Burkard Leu (1808–1865), Theologe, Geistlicher und Hochschullehrer, Schüler von 1824 bis 1829
- Joseph Winkler (1809–1886), Theologe, Schüler von 1825 bis 1831
- Franz Dula (1814–1892), Politiker, Schüler
- Alois Kopp (1827–1891), Politiker und Richter, Schüler vor 1848
- Robert Zünd (1827–1909), Maler, Schüler am Gymnasium
- Ludwig Eckardt (1827–1871), österreichischer Germanist, Lehrer für Deutsch und Literatur (1860–1862)
- Eduard Herzog (1841–1924), erster christkatholischer Bischof der Schweiz, Schüler ab 1855
- Joseph Hürbin (1863–1912), Historiker, Lehrer und Schulleiter an der Schule
- Oscar J. Schwenk (1944–2023), Ingenieur, Manager und langjähriger Vorsitzender von Pilatus Aircraft